# Kristof Snelders
Kristof Snelders (Ekeren, le 5 septembre 1982) est un joueur belge de football. Il est le fils de l'ancien joueur Eddy Snelders et le petit-fils de René Snelders.

## Carrière
Kristof Snelders débuta, en 1986,dans les équipes d'âge du K. FC Germinal Ekeren. Lors de la saison 1997-1998, il évolue avec les jeunes du Feyenoord Rotterdam aux Pays-Bas, puis signe un premier contrat professionnel à La Gantoise en Division 1 belge.
Après une seule apparition sous le maillot des "Buffalos", il retourne vers son club d'origine vient de déménager vers le stade du Kiel et de prendre le nom de Germinal Beerschot Antwerpen (GBA). K. Snelders y dispute 91 rencontres dans la plus haute division belge pendant lesquels il marque 23 buts. Sa vitesse d'exécution lui vaut le surnom de « Snellie ». Considéré comme un grand espoir du football belge, et malgré d'indéniables qualités il ne dépasse cependant ce stade.
Par la suite, de 2004 à 2009, il évolue au FC Brussels, au Lierse et au Cercle de Bruges. Mais durant ces cinq saisons, il n'inscrit que 17 buts en un peu plus de cent matches de championnat.
Il quitte alors l'élite nationale et rejoint Beveren en Division 2. Après une saison, lorsque le club arrête ses activités et s'unit (fusion demandée trop tard) avec le Red Star Waasland, Kristof Snelders reste dans l'entité renommée Waasland-Beveren où il est sous contrat jusqu'en 2013.

## Sources
- Site officiel de l'URBSFA
- Base de données du football belge